# ダリル・デラハルペ
ダリル・デラハルペ（Darryl de la Harpe、1986年2月10日 - ）は、ナショナルリーグ1、リーズ・タイクスに所属するラグビーユニオン選手。

## プロフィール
- ナミビア・ウィントフック出身[1]。
- ポジションはセンター(CTB)。
- 身長 187cm、体重 98kg
- ナミビア代表キャップは50（2020年9月現在）で2011W杯・2015W杯・2019W杯のナミビア代表に選ばれた[2]。

## 略歴
ファルケ、ウェルウィッチアス、FCファルル・コンスタンツァ、ウェルウィッチアスを経て、2020年、リーズ・タイクスに加入。